# Hyposmocoma confusa
Hyposmocoma confusa — вид молі ендемічного гавайського роду Hyposmocoma.

## Поширення
Зустрічається на острові Мауї у високогірному регіоні Олінда.

## Синоніми
- Aphthonethus confusa (Walsingham, 1907)